# Мет Кастерс
Мет Кастерс (енгл. Matt Casters; 7. март 1971) амерички је независни консултант бизнис интелигенције. Направио је алат Кетл, који је део PDI (Pentaho Data Integretion). 

## Почеци
Детињство је провео у Белгији, у месту Фландерс. Након завршетка школе „УЦ Леувен-Кимбург (UCLL)” 1989—1992 године, почео је да ради као администратор Оракл базе података. Након тога је ушао у свет интеграције података и почео да гради Кетл.

## Каријера и биографија
Имплементирао је велики број система за складиштење података (енгл. data warehouses) и решења за бизнис интелигенцију за велики број компанија. Радио је као менаџер Јуникс система у компанији „NameVolvo IT belgium” од 1997. до 1999. године. Од 1999. до 2000, радио је као пројектни менаџер, консултант за системе складиштења података у CMG. 
Дванаест година је био главни архитекта интеграције података за Пентахо (енгл. Pentaho), а касније за Хитачи Вантара. Користи Линукс још од кернел верзије 0.98, а тренутно користи Опен суз 10.18 на његовом лаптопу Асер 8104. Тренутно је главни архитекта у Neo4ј. 
Мет је у браку са Кејтлен, има двоје деце Сем и Ханелора, живи 20 км северно од Брисела. 

## Кетл
Један је од главних изумитеља алата Кетл (енгл. Kettle) 2005. године. Алат може да манипулише великим бројем података. Помогао је многим великим компанијама да убрзају своја пословања.

## Књиге
Написао је књиге: 